# 마무드 알리 라자이
마무드 알리 라자이(1933년 6월 15일 ~ 1981년 8월 30일, 페르시아어: محمد علی رجائی)는 이란의 정치인으로 약 5개월 간 이란의 제2대 대통령을 역임했다. 그와 대통령은 이란 인민무자헤딘기구의 폭탄 테러로 암살당했다.

## 생애
1933년 이란 제국 카즈빈 압둘사마드 출생으로, 그가 4살 때 아버지를 잃었다.
1946년에 테헤란으로 이사하여 반팔레비 조직과 관계를 밀접히 하였으며, 1959년에는 대학에서 교육학 박사 학위를 취득했다. 그는 몇 년 동안 마을에서 가르쳤다.
1974년에 팔레비 정부로부터 체포되지만, 1978년의 이란 혁명에 적극적으로 참여하여 석방되었고, 새 정부의 교육장관과 국무 총리에 이어 1981년 8월 2일 이란의 제2대 대통령이 되었다.그는 또한 90%의 득표율로 대통령이 되었다.
그는 총리로서도 생애의 모든 단계에서 가난한 사람들처럼 살았다.  호메이니는 그를 무슬림 정부 관리의 예로 들었다.

## 암살
하지만, 얼마 되지 않아 이란-이라크 전쟁이 일어났고, 혼란의 상황 속에서 1981년 8월 30일 재임 28일만에 대통령궁에서 이란 인민무자헤딘기구 소행으로 알려진 폭탄 테러로 총리 마무드 자바드 바호나르와 함께 암살당했다.

## 역대 선거 결과
| 선거명      | 직책명        | 대수 | 정당         | 득표율 | 득표수       | 결과 | 당락 |
| ----------- | ------------- | ---- | ------------ | ------ | ------------ | ---- | ---- |
| 1981년 선거 | 이란의 대통령 | 2대  | 이슬람공화당 | 87.69% | 12,779,050표 | 1위  |      |